# أمريتبال سينغ
أمريتبال سينغ ساندو (من مواليد 17 يناير 1993) هو زعيم انفصالي هندي راديكالي مؤيد لخالستان، وواعظ سيخي. بعد أن عاش في دبي لمدة عقد من الزمن، عاد إلى البنجاب في سبتمبر 2022 بعد أن تم تعيينه بشكل مثير للجدل كزعيم مجموعة واريس بنجاب دي وبدأ حملة شجعت الشباب على الامتناع عن المخدرات، وتبني شكل تقليدي من السيخية، ودعا إلى دولة سيخية ذات سيادة.
تزعم مصادر المخابرات الهندية أن ساندو حصل على دعم من وكالة الاستخبارات الباكستانية، وأنه قام بتخزين الأسلحة أثناء تشكيل ميليشيا خاصة تسمى أناندبور خالسا فوج (AKF). في مارس 2023، شنت حكومة الولاية، بالتنسيق مع الحكومة المركزية، حملة قمع مكثفة على ساندو ورفاقه. تم القبض عليه في 23 أبريل 2023 بتهمة محاولة القتل، من بين تهم أخرى.